# 马尼奥·克鲁斯
马尼奥·达马塞诺·桑托斯·达克鲁斯（1988年5月20日－）是巴西职业足球运动员，司职中场，现效力泰國聯賽1的蒙通联。